# Carnation (Washington)
Carnation ist eine Stadt (City) im King County im US-Bundesstaat Washington. Das U.S. Census Bureau hat bei der Volkszählung 2020 eine Einwohnerzahl von 2158 ermittelt.

## Geschichte
Erstmals besiedelt 1865 wurde Carnation am 30. Dezember 1912 offiziell unter dem Namen Tolt als Gebietskörperschaft anerkannt. Der Name wurde 1917 in Carnation geändert, am 3. Mai 1928 wieder in Tolt und endgültig zu Carnation am 29. Oktober 1951. Der Name Carnation wurde zu Ehren einer nahegelegenen Forschungsfarm der Carnation Milk Products Company gewählt. Heute ist Carnation auch eine Marke für Milchprodukte der Firma Nestlé.

## Geographie
Carnation liegt auf 47°38'54" N / 121°54'31" W. Nach dem United States Census Bureau nimmt die Stadt eine Gesamtfläche von 3,06 km² ein, wovon 3 km² auf Land- und der Rest auf Wasserflächen entfallen. Die Stadt liegt am Ostufer des Snoqualmie River nur wenig nördlich von der Einmündung des Tolt River.

### Umliegende Städte und Gemeinden
|           | Duvall                                      |  |
| Redmond   | Kompassrose, die auf Nachbargemeinden zeigt |  |
| Sammamish | Fall City                                   |  |

## Attraktionen
Camlann Medieval Village, ein Museumsdorf eines mittelalterlichen englischen Dorfes, liegt etwa 6,5 km nördlich von Carnation. Seit der Gründung in den frühen 1980er Jahren widmet sich Camlann hingebungsvoll der Bildung und Unterhaltung von Schulen, Vereinen, Familien und Einzelpersonen und führt vor, wie das Leben im England des Jahres 1376 gewesen sein könnte.
Remlinger Farms ist ein aktiver Bauernhof weniger als eine Meile außerhalb von Carnation, wo Familien Freizeit mit Tieren und Pflanzen verbringen, lokal erzeugte Lebensmittel essen und Karussell fahren können.

## Demographie
| Jahr | Einwohner¹ |
| ---- | ---------- |
| 1920 | 536        |
| 1930 | 360        |
| 1940 | 460        |
| 1950 | 446        |
| 1960 | 490        |
| 1970 | 530        |
| 1980 | 913        |
| 1990 | 1.243      |
| 2000 | 1.893      |
| 2010 | 1.786      |
| 2020 | 2.158      |

¹ 1920–2020: Volkszählungsergebnisse

### Census 2000
Nach der Volkszählung von 2000 gab es in Carnation 1.893 Einwohner, 636 Haushalte und 487 Familien. Die Bevölkerungsdichte betrug 664,4 pro km². Es gab 650 Wohneinheiten bei einer mittleren Dichte von 228,2 pro km².
Die Bevölkerung bestand zu 91,76 % aus Weißen, zu 1,32 % aus Indianern, zu 3,59 % aus Asiaten, zu 0,16 % aus Pazifik-Insulanern, zu 1,8 % aus anderen „Rassen“ und zu 1,37 % aus zwei oder mehr „Rassen“. Hispanics oder Latinos „jeglicher Rasse“ bildeten 3,91 % der Bevölkerung.
Von den 636 Haushalten beherbergten 48,9 % Kinder unter 18 Jahren, 61,8 % wurden von zusammen lebenden verheirateten Paaren, 9,9 % von alleinerziehenden Müttern geführt; 23,4 % waren Nicht-Familien. 17,5 % der Haushalte waren Singles und 7,2 % waren alleinstehende über 65-jährige Personen. Die durchschnittliche Haushaltsgröße betrug 2,94 und die durchschnittliche Familiengröße 3,4 Personen.
Der Median des Alters in der Stadt betrug 32 Jahre. 34,4 % der Einwohner waren unter 18, 6,6 % zwischen 18 und 24, 37,5 % zwischen 25 und 44, 15,9 % zwischen 45 und 64 und 5,7 65 Jahre oder älter. Auf 100 Frauen kamen 98,6 Männer, bei den über 18-Jährigen waren es 96,5 Männer auf 100 Frauen.
Alle Angaben zum mittleren Einkommen beziehen sich auf den Median. Das mittlere Haushaltseinkommen betrug 60.156 US$, in den Familien waren es 64.167 US$. Männer hatten ein mittleres Einkommen von 46.667 US$ gegenüber 33.281 US$ bei Frauen. Das Pro-Kopf-Einkommen betrug 21.907 US$. Etwa 5,8 % der Familien und 6,7 % der Gesamtbevölkerung lebte unterhalb der Armutsgrenze; das betraf 7,5 % der unter 18-Jährigen und 6,5 % der über 65-Jährigen.

### Census 2010
Nach der Volkszählung von 2010 gab es in Carnation 1.786 Einwohner, 631 Haushalte und 474 Familien. Die Bevölkerungsdichte betrug 594,5 pro km². Es gab 665 Wohneinheiten bei einer mittleren Dichte von 221,4 pro km².
Die Bevölkerung bestand zu 85,8 % aus Weißen, zu 0,9 % aus Afroamerikanern, zu 1 % aus Indianern, zu 3,1 % aus Asiaten, zu 0,1 % aus Pazifik-Insulanern, zu 7,1 % aus anderen „Rassen“ und zu 2,1 % aus zwei oder mehr „Rassen“. Hispanics oder Latinos „jeglicher Rasse“ bildeten 12,7 % der Bevölkerung.
Von den 631 Haushalten beherbergten 45 % Kinder unter 18 Jahren, 58,5 % wurden von zusammen lebenden verheirateten Paaren, 10 % von alleinerziehenden Müttern und 6,7 % von alleinstehenden Vätern geführt; 24,9 % waren Nicht-Familien. 19 % der Haushalte waren Singles und 6,9 % waren alleinstehende über 65-jährige Personen. Die durchschnittliche Haushaltsgröße betrug 2,83 und die durchschnittliche Familiengröße 3,24 Personen.
Der Median des Alters in der Stadt betrug 34,9 Jahre. 30,1 % der Einwohner waren unter 18, 6,8 % zwischen 18 und 24, 29,4 % zwischen 25 und 44, 27,7 % zwischen 45 und 64 und 6 65 Jahre oder älter. Von den Einwohnern waren 49,8 % Männer und 50,2 % Frauen.
Carnation hat mit 73,31 % für das King County eine hohe Rate bei selbstgenutztem Wohneigentum. Die Rate ist deutlich höher als in nahegelegenen Städten wir Redmond (50,19 %), Bellevue (53,78 %) und Seattle (44,91 %).

## Bildung
Carnation gehört zum Riverview School District, der vier traditionelle Grundschulen unterhält; dazu kommen ein Programm zur Heimerziehung (PARADE) sowie eine Mittelschule und eine Highschool.
- Carnation Elementary und PARADE – in Carnation, Washington, 32239 E. Morrison St.
- Cherry Valley Elementary – in Duvall
- Stillwater Elementary – zwischen Carnation und Duvall
- Eagle Rock Multi-Age – in Duvall
- Tolt Middle School – in Carnation
- Cedarcrest High School – in Duvall

## Sehenswürdigkeiten
Die Stadt Carnation hat folgende ausgewiesene Sehenswürdigkeiten:
| Objekt                | Erbaut | Gelistet | Adresse                     | Photo |
| --------------------- | ------ | -------- | --------------------------- | ----- |
| Commercial Hotel      | 1913   | 1996     | 31933 W. Rutherford Street  |       |
| Entwistle House       | 1912   | 1994     | 32021 Entwistle Street      |       |
| Tolt IOOF/Eagles Hall | 1895   | 1994     | 3940 Tolt Avenue, Carnation |       |

## Polizei
Die Dienstleistungen der Polizei für Carnation haben im Laufe seiner Geschichte verschiedentlich gewechselt. Bis zum Jahresende 2004 wurden diese vom King County Sheriff’s Office auf Vertragsbasis angeboten. Von Ende 2004 bis zum 1. Januar 2014 war das City of Duvall Police Department unter Vertrag. Seit 1. Januar 2014 besteht der Vertrag wiederum mit dem King County Sheriff’s Office. Nach dem Vertrag mit dem KCSO ist ein Polizeioffizier ausdrücklich für Carnation zuständig. Ist dieser außer Dienst, nehmen die in den benachbarten gemeindefreien Gebieten patrouillierenden Polizisten Notrufe aus der Stadt entgegen.